# As (Unix)
asはUnix系システム上のアセンブラの一般的なコマンド名である。

## 実装
UnixおよびUnix系オペレーティングシステム用の複数のアセンブラが、asと呼ばれる実行ファイル名で実装されている。ユーザは、システムのマニュアルを参照するか、as --versionを実行することで、システムにどの実装が存在するかを確認できる。  

## AT&T/ベル研究所
1971年11月の時点で、asとして呼び出されるアセンブラがUnixで利用可能であった。ベル研究所のスタッフによって実装されており、ディジタル・イクイップメント・コーポレーションのPAL-11Rアセンブラをベースとしていた。  

## GNUアセンブラ
1986年頃、GNUアセンブラ（GAS）が利用可能になった。オリジナルのUNIXアセンブラと同様に、GASの実行ファイルは単にasという名前である。2018年現在、GASは1971年のベル研究所の実装には存在しなかった多くの機能を実装している。  